# Jakub Kiedrzyński
Jakub Kiedrzyński herbu Ostoja (zm. 1798) – burgrabia kaliski, sędzia ziemski kaliski, właściciel dóbr Orpiszewek i Fabianów.

## Życiorys
Jakub Kiedrzyński należał do rodziny szlacheckiej pieczętującej się herbem Ostoja, będącej częścią heraldycznego rodu Ostojów (Mościców), wywodzącej się z Kiedrzyna (obecnie dzielnica Częstochowy). Był synem Andrzeja Kiedrzyńskiego i Franciszki Jackowskiej, właścicieli Bieganina. W związki małżeńskie wstępował dwukrotnie - 1. z Brygidą Bardzką herbu Szaszor, wdową po Owidiuszu Walknowskim, dziedzicu Białężyc, córką Wojciecha i Teresy Koźmińskiej oraz 2. z Julianną Bogdańską herbu Prus, córką Andrzeja i Elżbiety Małachowskiej.
Jakub Kiedrzyński był właścicielem majątków ziemskich w Orpiszeweku i Fabianowie położonych w parafii sośnickiej koło Dobrzycy. Części Orpiszewka kupił w roku 1784 od Franciszki Załuskowskiej za 9000 zł. Tego roku zapisał swej żonie Brygidzie Bardzkiej sumę 15 000 zł na tych dobrach. W roku 1796 wziął w zastaw majątek Przybysławice od Iłowieckich. Posiadał także kamienicę narożną w Kaliszu oraz połowę dworku na ulicy zamkowej w tym mieście. 
Jakub Kiedrzyński sprawował urzędy - burgrabiego ziemskiego kaliskiego i sędziego ziemskiego kaliskiego. Zmarł na suchoty 30 stycznia 1798 roku jako posesor Przybysławic. Pochowany został 5 lutego tego roku w kościele reformatów w Kaliszu.